# Coppa Italia de 2017–18
A Copa da Itália de 2017–18 (do original: Coppa Italia e oficialmente chamada de TIM Cup, por razões de patrocínio), foi a 71.ª edição da copa nacional de futebol italiano. Iniciou-se em 29 de julho de 2017 e terminou em 9 de maio de 2018 com a vitória da Juventus, sendo o décimo terceiro triunfo da Velha Senhora, o quarto consecutivo. Eles já haviam derrotado a Lazio (na edição 2014–15 e 2016–17) e o Milan (na edição 2015–16).
A Juventus de Turim é a primeira equipe a vencer a competição sem sofrer um gol sequer em todo o torneio. Assim como, a goleada de 4–0 na final, igualou-se a outras três ocasiões como recorde de diferenças de gols em uma única final do torneio, as outras foram, em 1936 (Torino 5–1 Alessandria), 1943 (Torino 4–0 Venezia) e 1976 (Napoli 4–0 Verona).
Outro recorde absoluto e nada animador foi conquistado pelo AC Milan, que ao terminar esta edição como vice-campeão, somou 9 vezes como segundo lugar da Coppa Italia, e tornou-se o clube com o maior número de vices da competição, superando Torino e Roma, ambos com oito.

## Clubes participantes

### Serie A (20 times)
- Atalanta
- Benevento
- Bologna
- Cagliari
- Chievo
- Crotone
- Fiorentina
- Genoa
- Hellas Verona
- Internazionale
- Juventus
- Lazio
- Milan
- Napoli
- Roma
- Sampdoria
- Sassuolo
- SPAL
- Torino
- Udinese

### Serie B (22 times)
- Ascoli
- Avellino
- Bari
- Brescia
- Carpi
- Cesena
- Cittadella
- Cremonese
- Empoli
- Foggia
- Frosinone
- Novara
- Palermo
- Parma
- Perugia
- Pescara
- Pro Vercelli
- Salernitana
- Spezia
- Ternana
- Venezia
- Virtus Entella

### Serie C (27 times)
- AlbinoLeffe
- Alessandria
- Arezzo
- Bassano Virtus
- Casertana
- Cosenza
- FeralpiSalò
- Giana Erminio
- Gubbio
- Juve Stabia
- Lecce
- Livorno
- Lucchese
- Matera
- Padova
- Paganese
- Pro Piacenza
- Piacenza
- Pisa
- Pordenone
- Reggiana
- Renate
- Sambenedettese
- Siracusa
- Trapani
- Vicenza
- Virtus Francavilla

### Serie D (9 times)
- Nuova Monterosi
- Massese
- Varese
- Trastevere
- Imolese
- Rende
- Triestina
- Ciliverghe Mazzano
- Matelica

## Fórmula de disputa
Os times iniciam a competição a partir de diversas fases diferentes, conforme descrito abaixo:
- Fase eliminatória (jogo único)
  - Primeira rodada: 36 equipes da Serie C e Serie D iniciam a competição, distribuídos assim:
    - 27 clubes vindos da Serie C:
      - 3 clubes que foram rebaixados da Serie B de 2016–17
      - 8 clubes vindos do Grupo A da Lega Pro de 2016–17 (do 2º ao 6º e do 9º ao 11º colocado)
      - 8 clubes vindos do Grupo B da Lega Pro de 2016–17 (do 3º ao 10º colocado)
      - 8 clubes vindos do Grupo C da Lega Pro de 2016–17 (do 2º ao 9º colocado)

    - 9 clubes vindos da Serie D (2º colocados nos nove grupos da Serie D de 2016–17),

  - Segunda rodada: os 18 vencedores da rodada anterior juntam-se à 22 equipes da Serie B:
    - 3 clubes que foram rebaixados da Serie A de 2016–17
    - 15 clubes vindos da Serie B de 2016–17 (do 5º ao 18º colocado + perdedor do play-off)
    - 4 clubes que foram promovidos da Lega Pro 2016–17

  - Terceira rodada: os 20 vencedores da segunda rodada unem-se aos 12 clubes da Serie A:
    - 9 clubes vindos da Serie A de 2016–17 (do 9º ao 17º colocado)
    - 3 clubes que foram promovidos da Serie B de 2016–17

  - Quarta rodada: os 16 classificados da rodada anterior disputam esta rodada e, os vencedores, seguem para a segunda fase da competição.
- Fase final
  - Oitavas de final (jogo único): os 8 classificados da fase anterior unem aos 8 clubes mais bem colocados da Serie A de 2016–17;
  - Quartas de final (jogo único);
  - Semifinal (jogos de ida e volta);
  - Final (jogo único).

## Calendário
As datas dos jogos da Coppa Italia de 2017–2018 foram anunciadas a 12 de junho de 2017. O sorteio que definiu a tabela foi  realizado no dia 21 de julho de 2017, às 15 horas, na sede da Lega Serie A em Milão.
| Fase          | Rodada           | Jogo de ida                                        | Jogo de volta                                      |
| ------------- | ---------------- | -------------------------------------------------- | -------------------------------------------------- |
| Eliminatórias | Primeira rodada  | 29–30 de julho de 2017                             | 29–30 de julho de 2017                             |
| Eliminatórias | Segunda rodada   | 5–6 de agosto de 2017                              | 5–6 de agosto de 2017                              |
| Eliminatórias | Terceira rodada  | 11–13 de agosto de 2017                            | 11–13 de agosto de 2017                            |
| Eliminatórias | Quarta rodada    | 28–30 de novembro de 2017                          | 28–30 de novembro de 2017                          |
| Finais        | Oitavas de final | 12–14 e 19–20 de dezembro de 2017                  | 12–14 e 19–20 de dezembro de 2017                  |
| Finais        | Quartas de final | 26–27 de dezembro de 2017 & 2–3 de janeiro de 2018 | 26–27 de dezembro de 2017 & 2–3 de janeiro de 2018 |
| Finais        | Semifinal        | 30–31 de janeiro de 2018                           | 28 de fevereiro de 2018                            |
| Finais        | Final            | 9 de maio de 2018                                  | 9 de maio de 2018                                  |

## Fase eliminatória

### Primeira rodada
Um total de 36 clubes da Serie C e Serie D competiram nesta rodada, os 18 vencedores avançaram para a segunda rodada. Os jogos da primeira rodada aconteceram em 29 e 30 de julho de 2017.
| 29 de julho de 2017 | Arezzo (3) | 0–1 | Triestina (4) |  |  |
|                     |            |     |               |  |  |

| 30 de julho de 2017 | Renate (3) | 3–1 | Siracusa (3) |  |  |
|                     |            |     |              |  |  |

| 30 de julho de 2017 | Trastevere (4) | 1–2 | Reggiana (3) |  |  |
|                     |                |     |              |  |  |

| 30 de julho de 2017 | Virtus Francavilla (3) | 3–1 | Imolese (4) |  |  |
|                     |                        |     |             |  |  |

| 30 de julho de 2017 | Vicenza (3) | 4–1 | Pro Piacenza (3) |  |  |
|                     |             |     |                  |  |  |

| 30 de julho de 2017 | Piacenza (3) | 1–0 | Massese (4) |  |  |
|                     |              |     |             |  |  |

| 30 de julho de 2017 | Sambenedettese (3) | 2–0 (pro.) | Lucchese (3) |  |  |
|                     |                    |            |              |  |  |

| 30 de julho de 2017 | Trapani (3) | 6–0 | Paganese (3) |  |  |
|                     |             |     |              |  |  |

| 30 de julho de 2017 | Livorno (3) | 0–0 (pro.) (5–4 pen.) | FeralpiSalò (3) |  |  |
|                     |             |                       |                 |  |  |

| 30 de julho de 2017 | Cosenza (3) | 2–3 (pro.) | Alessandria (3) |  |  |
|                     |             |            |                 |  |  |

| 30 de julho de 2017 | Pisa (3) | 3–1 | Varese (4) |  |  |
|                     |          |     |            |  |  |

| 30 de julho de 2017 | Gubbio (3) | 1–0 | Nuova Monterosi (4) |  |  |
|                     |            |     |                     |  |  |

| 30 de julho de 2017 | Matera (3) | 2–0 | Casertana (3) |  |  |
|                     |            |     |               |  |  |

| 30 de julho de 2017 | Lecce (3) | 3–0 | Ciliverghe Mazzano (4) |  |  |
|                     |           |     |                        |  |  |

| 30 de julho de 2017 | Pordenone (3) | 2–0 | Matelica (4) |  |  |
|                     |               |     |              |  |  |

| 30 de julho de 2017 | Padova (3) | 2–1 (pro.) | Rende (4) |  |  |
|                     |            |            |           |  |  |

| 30 de julho de 2017 | Giana Erminio (3) | 1–3 | AlbinoLeffe (3) |  |  |
|                     |                   |     |                 |  |  |

| 30 de julho de 2017 | Juve Stabia (3) | 3–1 | Bassano Virtus (3) |  |  |
|                     |                 |     |                    |  |  |

### Segunda rodada
Um total de 40 equipes da Serie B (2), Serie C (3) e Serie D (4) duelaram na segunda rodada, 20 delas avançaram para a próxima rodada para unirem-se aos 12 clubes vindos da Serie A na terceira rodada. Os jogos da segunda rodada foram disputados nos dias 5–6 de agosto de 2017.
| 5 de agosto de 2017 | Spezia (2) | 3–0 | Reggiana (3) |  |  |
|                     |            |     |              |  |  |

| 5 de agosto de 2017 | Ascoli (2) | 3–2 | Juve Stabia (3) |  |  |
|                     |            |     |                 |  |  |

| 5 de agosto de 2017 | Pro Vercelli (2) | 1–2 | Lecce (3) |  |  |
|                     |                  |     |           |  |  |

| 5 de agosto de 2017 | Empoli (2) | 2–2 (pro.) (3–4 pen.) | Renate (3) |  |  |
|                     |            |                       |            |  |  |

| 6 de agosto de 2017 | Cesena (2) | 2–1 | Sambenedettese (3) |  |  |
|                     |            |     |                    |  |  |

| 6 de agosto de 2017 | Novara (2) | 1–2 | Piacenza (3) |  |  |
|                     |            |     |              |  |  |

| 6 de agosto de 2017 | Ternana (2) | 0–1 | Trapani (3) |  |  |
|                     |             |     |             |  |  |

| 6 de agosto de 2017 | Carpi (2) | 4–0 | Livorno (3) |  |  |
|                     |           |     |             |  |  |

| 6 de agosto de 2017 | Salernitana (2) | 2–1 | Alessandria (3) |  |  |
|                     |                 |     |                 |  |  |

| 6 de agosto de 2017 | Virtus Entella (2) | 0–1 | Cremonese (2) |  |  |
|                     |                    |     |               |  |  |

| 6 de agosto de 2017 | Bari (2) | 2–1 | Parma (2) |  |  |
|                     |          |     |           |  |  |

| 6 de agosto de 2017 | Pisa (3) | 0–1 | Frosinone (2) |  |  |
|                     |          |     |               |  |  |

| 6 de agosto de 2017 | Perugia (2) | 2–1 | Gubbio (3) |  |  |
|                     |             |     |            |  |  |

| 6 de agosto de 2017 | Avellino (2) | 1–0 | Matera (3) |  |  |
|                     |              |     |            |  |  |

| 6 de agosto de 2017 | Palermo (2) | 5–0 | Virtus Francavilla (3) |  |  |
|                     |             |     |                        |  |  |

| 6 de agosto de 2017 | Venezia (2) | 1–2 | Pordenone (3) |  |  |
|                     |             |     |               |  |  |

| 6 de agosto de 2017 | Vicenza (3) | 1–3 | Foggia (2) |  |  |
|                     |             |     |            |  |  |

| 6 de agosto de 2017 | Brescia (2) | 1–0 | Padova (3) |  |  |
|                     |             |     |            |  |  |

| 6 de agosto de 2017 | Pescara (2) | 5–3 (pro.) | Triestina (4) |  |  |
|                     |             |            |               |  |  |

| 6 de agosto de 2017 | Cittadella (2) | 2–1 | AlbinoLeffe (3) |  |  |
|                     |                |     |                 |  |  |

### Terceira rodada
Um total de 32 equipes da Serie A (1), Serie B (2) e Serie C (3) competiram na terceira rodada, 16 delas avançaram para a quarta rodada. Os jogos da terceira rodada foram disputados de 11 a 13 de agosto de 2017.
| 11 de agosto de 2017 | Torino (1)                                                                                         | 7–1 | Trapani (3) | Turim                                                           |  |
|                      | Belotti 13', 39' · Fazio 27' (g.c.) · Berenguer 35' · Joel Obi 43' · Falque 68' · De Silvestri 87' |     | Fazio 18'   | Estádio: Stadio Olimpico Grande Torino Árbitro: Fabrizio Pasqua |  |

| 12 de agosto de 2017 | Crotone (1)                   | 2–1 | Piacenza (3) | Crotone                                              |  |
|                      | Barberis 18' · Ceccherini 83' |     | Bini 61'     | Estádio: Stadio Ezio Scida Árbitro: Riccardo Pinzani |  |

| 12 de agosto de 2017 | Bari (2)               | 2–1 | Cremonese (2) | Bari                       |  |
|                      | Salzano 29' · Nenê 41' |     | Brighenti 8'  | Estádio: Stadio San Nicola |  |

| 12 de agosto de 2017 | Sassuolo (1)               | 2–0 | Spezia (2) | Reggio Emilia                                                       |  |
|                      | Missiroli 8' · Berardi 28' |     |            | Estádio: Mapei Stadium – Città del Tricolore Árbitro: Luca Pairetto |  |

| 12 de agosto de 2017 | Brescia (2) | 1–3 | Pescara (2)                    | Brescia                         |  |
|                      | Bisoli 34'  |     | Capone 30' · Del Sole 57', 81' | Estádio: Stadio Mario Rigamonti |  |

| 12 de agosto de 2017 | Udinese (1)                            | 3–2 | Frosinone (2)           | Udine                                            |  |
|                      | Théréau 29' · Lasagna 63' · Jankto 72' |     | Gori 38' · Crivello 78' | Estádio: Stadio Friuli Árbitro: Piero Giacomelli |  |

| 12 de agosto de 2017 | Benevento (1) | 0–4 | Perugia (2)                                 | Benevento                     |  |
|                      |               |     | Cerri 43', 70', 75' (pen.) · Emmanuello 88' | Estádio: Stadio Ciro Vigorito |  |

| 12 de agosto de 2017 | Chievo (1)                   | 2–1 | Ascoli (2)  | Verona                                                           |  |
|                      | Birsa 27' · Cacciatore 90+5' |     | Favilli 68' | Estádio: Stadio Marc'Antonio Bentegodi Árbitro: Maurizio Mariani |  |

| 12 de agosto de 2017          | Cagliari (1)   | 1–1 (pro.) (4–2 pen.)            | Palermo (2)   | Turim                                  |  |
|                               | João Pedro 45' |                                  | La Gumina 66' | Estádio: Stadio Olimpico Grande Torino |  |
|                               |                | Penalidades                      |               |                                        |  |
| Cigarini Čop Sau Andrea Cossu |                | Jajalo Aleesami Struna La Gumina |               |                                        |  |

| 12 de agosto de 2017                 | Carpi (2)                                    | 3–3 (pro.) (4–3 pen.)             | Salernitana (2)                    | Carpi                          |  |
|                                      | Malcore 72' (pen.) · Concas 79' · Nzola 102' |                                   | Minala 2' · Zito 32' · Bocalon 91' | Estádio: Stadio Sandro Cabassi |  |
|                                      |                                              | Penalidades                       |                                    |                                |  |
| Mbakogu Malcore Jelenič Nzola Concas |                                              | Rosina Minala Bocalon Tuia Vitale |                                    |                                |  |

| 12 de agosto de 2017 | Sampdoria (1)                            | 3–0 | Foggia (2) | Gênova                         |  |
|                      | Barreto 21' · Caprari 76' · Kownacki 80' |     |            | Estádio: Stadio Luigi Ferraris |  |

| 12 de agosto de 2017 | Pordenone (3)                                | 3–2 | Lecce (3)         | Pordenone                          |  |
|                      | Raffini 79' · Burrai 83' (pen.) · Parodi 89' |     | Di Piazza 7', 48' | Estádio: Stadio Ottavio Bottecchia |  |

| 12 de agosto de 2017 | Bologna (1) | 0–3 | Cittadella (2)                        | Bologna                                                 |  |
|                      |             |     | Kouamé 20' · Pasa 41' · Litteri 45+1' | Estádio: Stadio Renato Dall'Ara Árbitro: Rosario Abisso |  |

| 12 de agosto de 2017 | SPAL (1)   | 1–0 | Renate (3) | Ferrera                     |  |
|                      | Vicari 28' |     |            | Estádio: Stadio Paolo Mazza |  |

| 13 de agosto de 2017 | Genoa (1)                | 2–1 (pro.) | Cesena (2)        | Gênova                                                       |  |
|                      | Simeone 51' · Laxalt 95' |            | Laribi 36' (pen.) | Estádio: Stadio Luigi Ferraris Árbitro: Gianluca Manganiello |  |

| 13 de agosto de 2017 | Hellas Verona (1)             | 3–1 | Avellino (2) | Verona                                                          |  |
|                      | Verde 34', 38' · Zuculini 87' |     | Castaldo 49' | Estádio: Stadio Marc'Antonio Bentegodi Árbitro: Paolo Mazzoleni |  |

### Quarta rodada
Os jogos da quarta rodada foram disputados entre os dias 28 e 30 de novembro de 2017. Os horários mencionados dos jogos foram os do CET (UTC+1).
| 28 de novembro de 2017 | Cagliari (1) | 1–2 | Pordenone (3)          | Cagliari                                       |  |
| 15:00                  | Dessena 18'  |     | Ángel 8' · Bassoli 62' | Estádio: Sardegna Arena Árbitro: Fabio Piscopo |  |

| 28 de novembro de 2017 | SPAL (1) | 0–2 | Cittadella (2)                    | Ferrara                                      |  |
| 18:00                  |          |     | Konate 13' (g.c.) · Schenetti 87' | Estádio: Paolo Mazza Árbitro: Valerio Marini |  |

| 28 de novembro de 2017 | Sampdoria (1)                               | 4–1 | Pescara (2) | Gênova                                                     |  |
| 21:00                  | Kownacki 2', 74' · Ramírez 9' · Caprari 31' |     | Benali 53'  | Estádio: Stadio Luigi Ferraris Árbitro: Francesco Fourneau |  |

| 29 de novembro de 2017 | Sassuolo (1)                    | 2–1 | Bari (2)        | Sassuolo                                                               |  |
| 15:00                  | Falcinelli 34' · Politano 90+3' |     | Nenê 64' (pen.) | Estádio: Mapei Stadium – Città del Tricolore Árbitro: Luigi Pillitteri |  |

| 29 de novembro de 2017                             | Chievo (1)    | 1–1 (pro.) (4–5 pen.)                  | Hellas Verona (1) | Verona                                                           |  |
| 18:00                                              | Pellissier 8' |                                        | Fares 34'         | Estádio: Stadio Marc'Antonio Bentegodi Árbitro: Maurizio Mariani |  |
|                                                    |               | Penalidades                            |                   |                                                                  |  |
| Pellissier Cacciatore Dainelli Radovanović Inglese |               | Rômulo Fossati Verde Tupta B. Zuculini |                   |                                                                  |  |

| 29 de novembro de 2017 | Torino (1)               | 2–0 | Carpi (2) | Turim                                                           |  |
| 21:00                  | Falque 18' · Belotti 32' |     |           | Estádio: Stadio Olimpico Grande Torino Público: Lorenzo Illuzzi |  |

| 30 de novembro de 2017 | Udinese (1)                                                                                         | 8–3 | Perugia (2)                                    | Udine                                       |  |
| 18:00                  | Danilo 17' · Maxi López 34' (pen.), 49', 63' (pen.), 71' · Lasagna 40' · Ingelsson 82' · Jankto 86' |     | Cerri 45' (pen.) · Bianco 55' · Mustacchio 61' | Estádio: Stadio Friuli Árbitro: Luigi Nasca |  |

| 30 de novembro de 2017 | Genoa (1)    | 1–0 | Crotone (1) | Gênova                                                       |  |
| 21:00                  | Migliore 54' |     |             | Estádio: Stadio Luigi Ferraris Árbitro: Gianluca Manganiello |  |

## Fase final

### Tabela
|  | Oitavas de final          | Oitavas de final |   |              | Quartas de final | Quartas de final |  |              | Semifinal | Semifinal | Semifinal | Semifinal |  |          | Final | Final |
|  |                           |                  |   |              |                  |                  |  |              |           |           |           |           |  |          |       |       |
|  | Napoli (1)                | 1                |   |              |                  |                  |  |              |           |           |           |           |  |          |       |       |
|  | Udinese (1)               | 0                |   |              |                  |                  |  |              |           |           |           |           |  |          |       |       |
|  | Udinese (1)               | 0                |   | Napoli       | 1                |                  |  |              |           |           |           |           |  |          |       |       |
|  |                           |                  |   | Napoli       | 1                |                  |  |              |           |           |           |           |  |          |       |       |
|  |                           | Atalanta         | 2 |              |                  |                  |  |              |           |           |           |           |  |          |       |       |
|  | Atalanta (1)              | Atalanta         | 2 | 2            |                  |                  |  |              |           |           |           |           |  |          |       |       |
|  | Atalanta (1)              |                  |   | 2            |                  |                  |  |              |           |           |           |           |  |          |       |       |
|  | Sassuolo (1)              | 1                |   |              |                  |                  |  |              |           |           |           |           |  |          |       |       |
|  | Sassuolo (1)              | 1                |   |              |                  |                  |  | Atalanta     | 0         | 0         | 0         |           |  |          |       |       |
|  |                           |                  |   |              |                  |                  |  | Atalanta     | 0         | 0         | 0         |           |  |          |       |       |
|  |                           | Juventus         | 1 | 1            | 2                |                  |  |              |           |           |           |           |  |          |       |       |
|  | Juventus (1)              | Juventus         | 1 | 1            | 2                | 2                |  |              |           |           |           |           |  |          |       |       |
|  | Juventus (1)              |                  |   |              |                  | 2                |  |              |           |           |           |           |  |          |       |       |
|  | Genoa (1)                 | 0                |   |              |                  |                  |  |              |           |           |           |           |  |          |       |       |
|  | Genoa (1)                 | 0                |   | Juventus     | 2                |                  |  |              |           |           |           |           |  |          |       |       |
|  |                           |                  |   | Juventus     | 2                |                  |  |              |           |           |           |           |  |          |       |       |
|  |                           | Torino           | 0 |              |                  |                  |  |              |           |           |           |           |  |          |       |       |
|  | Roma (1)                  | Torino           | 0 | 1            |                  |                  |  |              |           |           |           |           |  |          |       |       |
|  | Roma (1)                  |                  |   | 1            |                  |                  |  |              |           |           |           |           |  |          |       |       |
|  | Torino (1)                | 2                |   |              |                  |                  |  |              |           |           |           |           |  |          |       |       |
|  | Torino (1)                | 2                |   |              |                  |                  |  |              |           |           |           |           |  | Juventus | 4     |       |
|  |                           |                  |   |              |                  |                  |  |              |           |           |           |           |  | Juventus | 4     |       |
|  |                           | Milan            | 0 |              |                  |                  |  |              |           |           |           |           |  |          |       |       |
|  | Milan (1)                 | Milan            | 0 | 3            |                  |                  |  |              |           |           |           |           |  |          |       |       |
|  | Milan (1)                 |                  |   | 3            |                  |                  |  |              |           |           |           |           |  |          |       |       |
|  | Hellas Verona (1)         | 0                |   |              |                  |                  |  |              |           |           |           |           |  |          |       |       |
|  | Hellas Verona (1)         | 0                |   | Milan (pro.) | 1                |                  |  |              |           |           |           |           |  |          |       |       |
|  |                           |                  |   | Milan (pro.) | 1                |                  |  |              |           |           |           |           |  |          |       |       |
|  |                           | Internazionale   | 0 |              |                  |                  |  |              |           |           |           |           |  |          |       |       |
|  | Internazionale (1) (pen.) | Internazionale   | 0 | 0 (5)        |                  |                  |  |              |           |           |           |           |  |          |       |       |
|  | Internazionale (1) (pen.) |                  |   | 0 (5)        |                  |                  |  |              |           |           |           |           |  |          |       |       |
|  | Pordenone (3)             | 0 (4)            |   |              |                  |                  |  |              |           |           |           |           |  |          |       |       |
|  | Pordenone (3)             | 0 (4)            |   |              |                  |                  |  | Milan (pen.) | 0         | 0 (5)     | 0 (5)     |           |  |          |       |       |
|  |                           |                  |   |              |                  |                  |  | Milan (pen.) | 0         | 0 (5)     | 0 (5)     |           |  |          |       |       |
|  |                           | Lazio            | 0 | 0 (4)        | 0 (4)            |                  |  |              |           |           |           |           |  |          |       |       |
|  | Lazio (1)                 | Lazio            | 0 | 0 (4)        | 0 (4)            | 4                |  |              |           |           |           |           |  |          |       |       |
|  | Lazio (1)                 |                  |   |              |                  | 4                |  |              |           |           |           |           |  |          |       |       |
|  | Cittadella (2)            | 1                |   |              |                  |                  |  |              |           |           |           |           |  |          |       |       |
|  | Cittadella (2)            | 1                |   | Lazio        | 1                |                  |  |              |           |           |           |           |  |          |       |       |
|  |                           |                  |   | Lazio        | 1                |                  |  |              |           |           |           |           |  |          |       |       |
|  |                           | Fiorentina       | 0 |              |                  |                  |  |              |           |           |           |           |  |          |       |       |
|  | Fiorentina (1)            | Fiorentina       | 0 | 3            |                  |                  |  |              |           |           |           |           |  |          |       |       |
|  | Fiorentina (1)            |                  |   | 3            |                  |                  |  |              |           |           |           |           |  |          |       |       |
|  | Sampdoria (1)             | 2                |   |              |                  |                  |  |              |           |           |           |           |  |          |       |       |

### Oitavas de final
Os jogos das oitavas de finais foram disputadas entre 12 e 20 de dezembro de 2017. As partidas estão marcadas no fuso da CET (UTC+1).
| 12 de dezembro de 2017                                       | Internazionale (1) | 0–0 (pro.) (5–4 pen.)                                 | Pordenone (3) | Milão                                                       |  |
| 21:00                                                        |                    | Relatório                                             |               | Estádio: San Siro Público: 25 956 Árbitro: Juan Luca Sacchi |  |
|                                                              |                    | Penalidades                                           |               |                                                             |  |
| Brozović Perišić Škriniar Gagliardini Icardi Vecino Nagatomo |                    | Misuraca Burrai Magnaghi Lulli Stefani Ciurria Parodi |               |                                                             |  |

| 13 de dezembro de 2017 | Fiorentina (1)                               | 3–2       | Sampdoria (1)                    | Florença                                                                |  |
| 17:30                  | Babacar 2' · Veretout 59' (pen.), 90' (pen.) | Relatório | Barreto 39' · Ramírez 77' (pen.) | Estádio: Estádio Artemio Franchi Público: 7 038 Árbitro: Rosario Abisso |  |

| 13 de dezembro de 2017 | Milan (1)                              | 3–0       | Hellas Verona (1) | Milão                                                        |  |
| 21:00                  | Suso 22' · Romagnoli 30' · Cutrone 55' | Relatório |                   | Estádio: San Siro Público: 9 263 Árbitro: Claudio Gavillucci |  |

| 14 de dezembro de 2017 | Lazio (1)                                                       | 4–1       | Cittadella (2) | Roma                                                               |  |
| 21:00                  | Immobile 11', 87' · Felipe Anderson 24' · Camigliano 36' (g.c.) | Relatório | Bartolomei 41' | Estádio: Estádio Olímpico Público: 5 000 Árbitro: Riccardo Pinzani |  |

| 19 de dezembro de 2017 | Napoli (1)  | 1–0       | Udinese (1) | Nápoles                                                             |  |
| 21:00                  | Insigne 71' | Relatório |             | Estádio: Estádio San Paolo Público: 15 096 Árbitro: Fabrizio Pasqua |  |

| 20 de dezembro de 2017 | Atalanta (1)              | 2–1       | Sassuolo (1)     | Bergamo                                                                          |  |
| 15:00                  | Cornelius 16' · Tolói 33' | Relatório | Tolói 74' (g.c.) | Estádio: Estádio Atleti Azzurri d'Italia Público: 3 867 Árbitro: Davide Ghersini |  |

| 20 de dezembro de 2017 | Roma (1)   | 1–2       | Torino (1)                   | Roma                                                                   |  |
| 17:30                  | Schick 85' | Relatório | De Silvestri 39' · Edera 73' | Estádio: Estádio Olímpico Público: 27 206 Árbitro: Gianpaolo Calvarese |  |

| 20 de dezembro de 2017 | Juventus (1)             | 2–0       | Genoa (1) | Turim                                                           |  |
| 20:45                  | Dybala 42' · Higuaín 76' | Relatório |           | Estádio: Allianz Stadium Público: 39 969 Árbitro: Fabio Maresca |  |

### Quartas de final
Os jogos das quartas de final foram disputadas nos dias 26 de dezembro de 2017 e 3 de janeiro de 2018. O horário mostrado abaixo é do fuso CET (UTC+1).
| 26 de dezembro de 2017 | Lazio    | 1–0       | Fiorentina | Roma                                                              |  |
| 21:00                  | Lulić 6' | Relatório |            | Estádio: Estádio Olímpico Público: 25 000 Árbitro: Antonio Damato |  |

| 27 de dezembro de 2017 | Milan        | 1–0 (pro.) | Internazionale | Milão                                                  |  |
| 20:45                  | Cutrone 104' | Relatório  |                | Estádio: San Siro Público: 48 721 Árbitro: Marco Guida |  |

| 2 de janeiro de 2018 | Napoli      | 1–2       | Atalanta                 | Nápoles                                                              |  |
| 20:45                | Mertens 84' | Relatório | Castagne 50' · Gómez 81' | Estádio: Estádio San Paolo Público: 27 174 Árbitro: Piero Giacomelli |  |

| 3 de janeiro de 2018 | Juventus                          | 2–0       | Torino | Turim                                                            |  |
| 20:45                | Douglas Costa 15' · Mandžukić 67' | Relatório |        | Estádio: Allianz Stadium Público: 37 763 Árbitro: Daniele Doveri |  |

### Semifinais
Os jogos de ida da semifinal ocorreram em 30 e 31 de janeiro de 2018, e os da volta no dia 28 de fevereiro de 2018. Os horários mostrados abaixo são do fuso CET (UTC+1).

#### Jogos de ida
| 30 de janeiro de 2018 | Atalanta | 0–1       | Juventus   | Bergamo                                                                        |  |
| 20:45                 |          | Relatório | Higuaín 3' | Estádio: Estádio Atleti Azzurri d'Italia Público: 16 406 Árbitro: Paolo Valeri |  |

| 31 de janeiro de 2018 | Milan | 0–0       | Lazio | Milão                                                  |  |
| 20:45                 |       | Relatório |       | Estádio: San Siro Público: 17 724 Árbitro: Marco Guida |  |

#### Jogos de volta
| 28 de fevereiro de 2018 | Juventus          | 1–0 (2–0 agr.) | Atalanta | Turim                                                            |  |
| 17:30                   | Pjanić 75' (pen.) | Relatório      |          | Estádio: Allianz Stadium Público: 38 417 Árbitro: Michael Fabbri |  |

| 28 de fevereiro de 2018                                                  | Lazio | 0–0 (pro.) (0–0 agr.) (4–5 pen.)                                    | Milan | Roma                                                               |  |
| 20:45                                                                    |       | Relatório                                                           |       | Estádio: Estádio Olímpico Público: 40 000 Árbitro: Gianluca Rocchi |  |
|                                                                          |       | Penalidades                                                         |       |                                                                    |  |
| Immobile Milinković-Savić Lucas Parolo Felipe Anderson Lulić Luiz Felipe |       | Rodríguez Montolivo Bonaventura Borini Bonucci Çalhanoğlu Romagnoli |       |                                                                    |  |

### Final
A final foi disputada em 9 de maio de 2018 no Estádio Olímpico em Roma.
| 9 de maio de 2018  | Juventus                                                  | 4–0    | Milan | Estádio Olímpico de Roma, Roma                     |
| 21:00 CEST (UTC+2) | Benatia 56', 64' · Douglas Costa 61' · Kalinić 76' (g.c.) | Súmula |       | Público: 66 400 Árbitro: ITA Antonio Damato (FIFA) |

## Premiação
| Copa da Itália de 2017–18     |
| ----------------------------- |
| Juventus Campeão (13º título) |